# Absatzförderung
Absatzförderung dient dazu, nicht nur den Verkauf eines Produktes zu fördern, sondern einen Mehrabsatz zu erzielen. Wird ein Produkt zum halben Preis mit 50 % Rabatt verkauft, so ist das nur Verkaufsförderung, wird stattdessen die Aktion mit „zwei Packungen zum Preis von einem“ beworben, so hat der Kunde denselben Preisvorteil, er zahlt ebenso nur die Hälfte des Normalpreises für das Produkt, er kauft aber zwei Packungen, was den Absatz (und meistens den Konsum) fördert.
Unterschieden werden dabei
- absatzfördernde Maßnahmen, die als Teilgebiet der Verkaufsförderung beim Verkauf einer Ware wirken, beispielsweise
  - Doppel- und Mehrfachpackungen bzw. Großpackungen.
  - Reduktion von Regallücken
  - Fragen in Verkaufsgesprächen, bei denen der Kunde neue Kaufimpulse erhält, nach dem Muster „Möchten Sie auch ... dazu“
  - Schüren von Ängsten, z. B. zur Förderung von Impfungen[1][2]

- absatzfördernde Maßnahmen, die bei Verwendung des Produkts wirksam werden, beispielsweise:
  - Verbrauchsfördernde Gestaltung der Verpackungen, z. B. durch große Öffnungen bei Flaschen.
  - Nutzung von unnötig kurzen Mindesthaltbarkeitsdaten
  - Geplante Obsoleszenz um die Haltbarkeit von Produktion zu begrenzen und Nachbeschaffung zu fördern.
  - Förderung von Richtlinienänderungen durch Politik oder Berufsgenossenschaften um einen Ersatz langfristig haltbarer Produkte zu erzwingen
  - Begrenzung der Flexibilität beim Einsatz (z. B. kann die Dosierung von zu harten Würfeln („Tabs“) gepressten Maschinengeschirrspülmittel bei geringer Beladung der Geschirrspülmaschine nicht angepasst werden).

## Landwirtschaft

### Schweiz
Nach Artikel 12 des Landwirtschaftsgesetzes bezweckt die Absatzförderung die subsidiäre Unterstützung von kollektiven Marketingaktivitäten zur Förderung des Absatzes schweizerischer Landwirtschaftsprodukte. Mindestens die Hälfte der Marketingkosten müssen dabei die betroffenen Branchen selbst übernehmen. Am meisten Geld fließt in die Vermarktung von Schweizer Käse (2022: 36 %), gefolgt von Milch und Butter (13 %) sowie Fleisch (9 %). Während der Coronakrise konnte eine politische Mehrheit die Beiträge für den Schweizer Wein verdreifachen.